# Oļegs Blagonadeždins
Oļegs Blagonadeždins (Doneck, 1973. május 16. –) lett válogatott  labdarúgó, jelenleg edző.
A lett válogatott tagjaként részt vett a 2004-es Európa-bajnokságon.

## Sikerei, díjai
Skonto Riga
- Lett bajnok (7): 1992, 1993, 1994, 1995, 1997, 1998, 1999